# Bagsværds församling
Bagsværds församling (danska: Bagsværd Sogn) är en församling i  Gladsaxe-Herlevs kontrakt (provsti) i Helsingörs stift i Danmark. Församlingen ligger i Gladsaxe kommun i Region Hovedstaden. Den hörde före kommunreformen 2007 till Gladsaxe kommun i Köpenhamns amt, och före kommunreformen 1970 till Sokkelunds härad i Köpenhamns amt.
Den 1 januari 2012 hade församlingen 9 846 invånare, varav 6 368 (64,68 procent) var medlemmar i Danska folkkyrkan.

## Kyrkobyggnader
- Bagsværds kyrka